# Panzerfaust 44
Panzerfaust 44 (скорочено PzF 44, також Leichte Panzerfaust - легкий танковий кулак, Panzerfaust Lanze (копіє), або Panzerfaust II) — західнонімецький ручний протитанковий гранатомет калібру 44 мм. Розвиток панцерфауста часів другої світової війни, перебував на озброєнні бундесвера з 1963 по 1992 роки.

## Історія
Протитанковий гранатомет Leichte Panzerfaust 44 mm "Lanze" розроблений в 1960 році для потреб піхоти бундесверу на заміну застарілим Super Bazooka. PzF 44 був першим реактивним гранатометом розробленим в Німеччині після другої світової війни. Принятий на озброєння в 1963 році і експлуатувався разом з шведськими гранатометами Carl Gustaf, поки на початку 1990-х їх не замінив новий Panzerfaust 3.
Під час громадянської війни в Нігерії використовувався федеральною армією Нігерії.

## Будова
PzF 44 - це багаторазовий протитанковий гранатомет з стволом калібру 44 мм. Являє собою пускову масою 7.8 кг з ремнем, з'ємним телескопічним прицілом і футляром для його безпечного зберігання. Для зменшення викиду розпечених порохових газів використовується контр-маса з залізного порошку розміщеного позаду метального заряду, що зменшує небезпечну зону позаду стріляючого гранатомета, але цього недостатньо для безпечного ведення вогню в обмеженому просторі.
В пістолетній рукоятці знаходиться магазин на 5 патронів DM47 для запалу. Перед стрільбою оператор гранатомета має взвести ковзаюче-поворотний затвор для заряджання запалювального патрона. Запобіжник знімається при притисканні приклада до плеча. При пострілі метальний заряд калібру 44 мм викидає гранату зі ствола з швидкістю в 168 м/с, після чого запалюється реактивний прискорювач, який розганяє гранату до 210 м/с. 

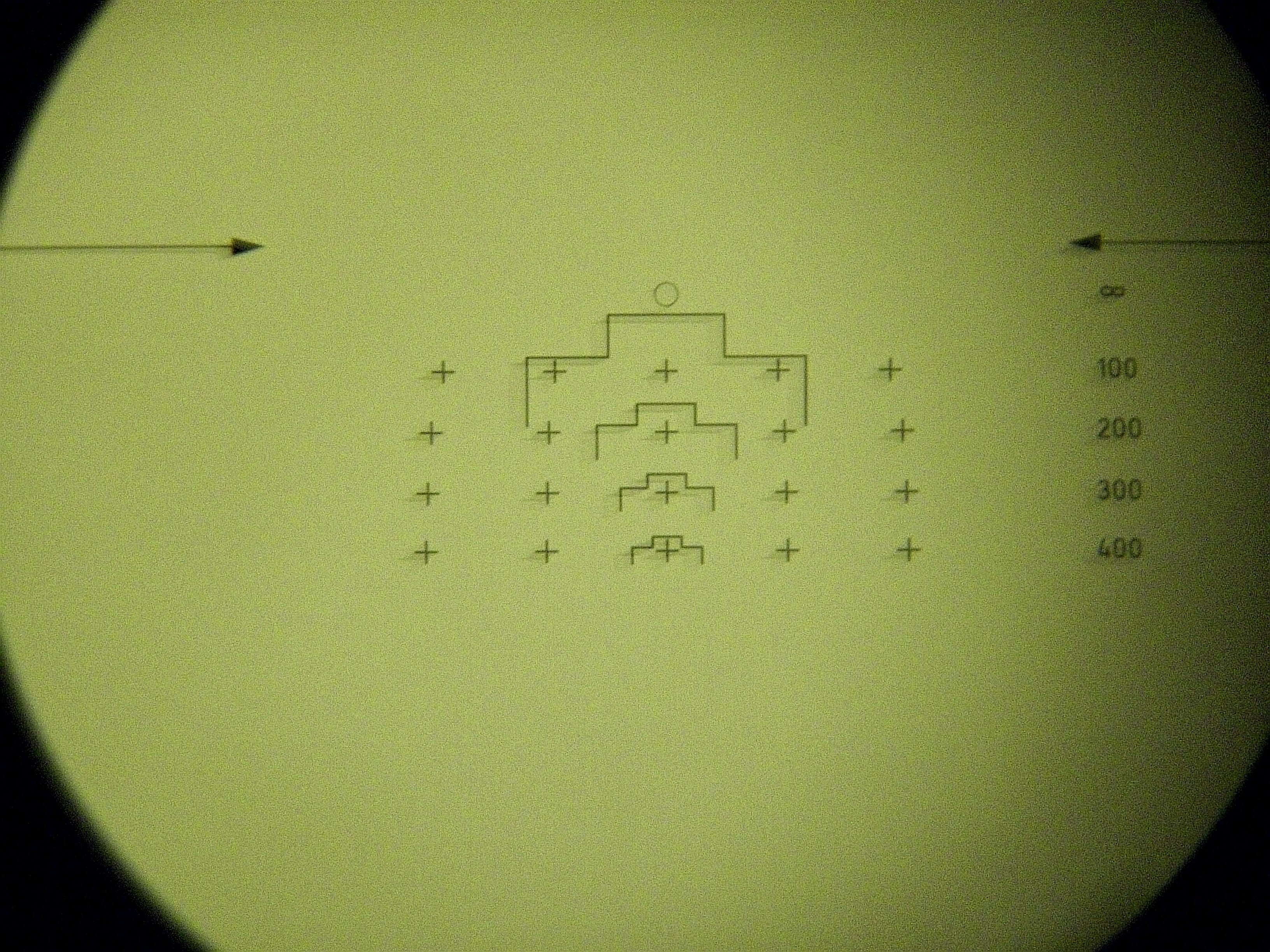
Прицільна сітка PzF 44

Телескопічний приціл передбачає стрільбу на відстань до 1000 метрів, але ефективний вогонь по танкам можливий лише на 400-300 м. 
На гранатомет можлива установка оптики нічного бачення моделей Orion 80 I і Orion 80 II з 5.5 кратним збільшенням

## Варіанти та модифікації

### Panzerfaust 44-2
- Стандарта версія гранатомета

### Panzerfaust 44-2A1
- Покращене кріплення держателя прицілу до труби.

### Боєприпаси
- DM32
  - Калібр: 67 мм
  - Бронепробивність: 370 мм

- DM22
  - Калібр: 90 мм
  - Бронепробивність: не оголошувалася, ≈ 500 мм